# Aromobates mayorgai
Aromobates mayorgai (Rivero, 1980) è un anfibio anuro, appartenente alla famiglia degli Aromobatidi.

## Etimologia
L'epiteto specifico è stato dato in onore di Horacio Mayorga.

## Distribuzione e habitat
È endemica della Cordillère de Mérida in Venezuela. Si trova tra i 793 e i 2400 metri di altitudine nello stato di Mérida.